# Antidesma elassophyllum
Antidesma elassophyllum är en emblikaväxtart som beskrevs av Albert Charles Smith. Antidesma elassophyllum ingår i släktet Antidesma och familjen emblikaväxter. Inga underarter finns listade i Catalogue of Life.